# 1920年イシューブ代議員会選挙
1920年イシューブ代議員会選挙（1920ねんイシューブだいぎいんかいせんきょ、ヘブライ語: הבחירות לאספת הנבחרים הראשונה）は、1920年4月19日から5月3日にイギリス委任統治領パレスチナのイシューブ（ユダヤ人共同体）で行われた代議員会議員の選挙である。

## 概要
1917年にイギリスがオスマン帝国の植民地であったパレスチナ占領に伴い、ユダヤ人指導者は11月17日にペタフ・ティクヴァに集まり、立法議会の発足について協議した。エルサレム占領後にヤッファで、パレスチナにおけるユダヤ人統治組織の設立について会合を開催し、憲法制定議会の選挙を行う権限を与えられた実務委員会が結成された。
1918年7月にヤッファで第2回会議が開催され、1918年末までに選挙を開催することで合意した。しかし11月にイギリスとオスマン帝国で休戦協定が調印され、和平会議においてパレスチナのユダヤ人代表を派遣することを求められ、12月18日にユダヤ人のすべての入植地、共同体、政党が参加した会議が開催された。会議にて和平会議のユダヤ人共同体代表にハイム・ヴァイツマンとナフム・ソコロフが選出された。
その後、選挙の実施が数回に亘り延期された後、1919年10月26日に実施されることで合意した。しかし、ワイツマンは選挙によるユダヤ人共同体の対立が、イギリスとの統治交渉に影響が出ることを懸念していたため、再び延期された。結果的にイギリスがパレスチナの委任統治領を持つことを決定したため、1920年4月19日に選挙を実施することで合意した。

## 選挙データ
選挙制度を決定する第1回会議で、選挙は秘密投票、直接選挙で行われることが決定されたが、女性参政権については合意に至らなかった。しかし、第2回会議で、21歳以上の男女が投票権を持つことが確認されましたが、女性の被選挙権については結論が出なかった。第3回会議で再び女性被選挙権について提起され、正統派ユダヤ教徒が反対したものの、女性の被選挙権付与を決定した。しかし、正統派グループはこの決定には納得せず、5月3日にエルサレムで女性の参政権を認めない独自の選挙を実施した。
議会は一般投票で選出される263名と、正統派グループから選出される51名の計314名とし、80人の有権者ごとに議員を1名の割合で選出。正統派グループは女性参政権を禁止したことを理由とし、40人の有権者ごとに1名を選出とした。

### 投票日
- 1920年4月19日 - 5月3日

### 改選数
- 314

### 選挙制度
- 厳正拘束名簿式比例代表制

#### 投票方法
秘密投票、単記投票、1票制

#### 選挙権
満21歳以上のユダヤ人男女

#### 被選挙権
満21歳以上のユダヤ人男女

#### 有権者数
約26,000

## 選挙結果

### 党派別獲得議席
|      |                                  |      |
| 政党 | 政党                             | 議席 |
|      | アフダット・ハーヴォダ           | 70   |
|      | ヒスタドルート・ハセファルディム | 54   |
|      | ハレディ党                       | 53   |
|      | ハポエル・ハツァイール           | 41   |
|      | ヒスタドルート・ハイカリム       | 16   |
|      | アドバンス党                     | 13   |
|      | イエメン協会                     | 12   |
|      | ミズラチ                         | 9    |
|      | 名前のないグループ               | 7    |
|      | クラフツマンズセンター           | 6    |
|      | 女性連合                         | 5    |
|      | ブハラ・ユダヤ人                 | 5    |
|      | 書記組合                         | 5    |
|      | イスラエル青年連合               | 4    |
|      | 市民連合                         | 3    |
|      | ミズラヒ青年連合                 | 2    |
|      | グルジア・ユダヤ人               | 1    |
|      | マッカビユニオン                 | 1    |
|      | 無所属                           | 7    |
| 総計 | 総計                             | 314  |
|      |                                  |      |